# Айс Кюб
Айс Кюб (на английски: Ice Cube, в превод Леден куб) е прякор и артистичен псевдоним на О'Шей Джаксън (на английски: O'Shea Jackson), е американски рапър, актьор и режисьор.
Нареждан е сред най-великите рап изпълнители. Започва кариерата си като основател на известната рап група N.W.A., а по-късно започва и самостоятелна солова кариера в музиката и киното. От средата на 90-те години на XX век се фокусира на актьорството, а музикалните му дейности значително намаляват. Той остава сред най-значимите рапъри от Западното крайбрежие, спомагайки за създаването на гангста рапа. Той е особено известен и заради подстрекателните си рими на полиполитически и расистки теми (отношението към чернокожите в САЩ). Той е също сред най-богатите хора в хип-хоп индустрията с изчислено състояние на около 145 милиона щатски долара.

## Биография
О'Шей Джаксън е роден на 15 юни 1969 в южната част на Лос Анджелис, син на докторка, a баща му е градинар.
През 2005 е разкрито, че когато е бил на 12, неговата доведена сестра е убита от своя приятел. Той е братовчед с рапъра Del the Funky Homosapien.
О'Шей е отгледан в Лос Анджелис. На 16-годишна възраст той развива интерес към хип-хоп музиката и започва да пише лирики докато отива на училище. Записва в университета във Финикс през есента на 1987 година, където изучава Архитектурно чертане. Заедно с приятеля си Сър Джинкс Кюб сформира групата C.I.A., с която има участия на купони, организирани от Доктор Дре.

## Kариера

### Ерата на N.W.A.
Айс Кюб и Доктор Дре впоследствие правят заедно mixtape запис, озаглавен My Posse, който се появява през 1987 година и в който Кюб рапира, а Дре е в ролята на продуцент. След кратък престой в група, наречена HBO, Кюб показва на своя приятел, който тогава е наркодилър, Ийзи-И, песен която сам е написал и озаглавил Boyz-N-The-Hood. Кюб иска Ийзи да изпълни тази песен; първоначално Ийзи-И отказал, тъй като нямал никакви намерения да става рапър. Впоследствие обаче той погледнал и записал песента, която е включена в албума N.W.A. and the Posse – първия албум на N.W.A.
По времето когато Айс Кюб е пълноправен член на групата заедно с The D.O.C. и (в по-малка степен) MC Рен, той пише римите на Доктор Дре и Ийзи-И в останалия в историята албум, Straight Outta Compton, издаден през 1989 година. Обаче през 1990 година Кюб се скарва с мениджъра на групата, Джери Хелър, след като Хелър отговарял за финансовите въпроси на групата, планирайки ново споразумение. Айс Кюб обяснява в своята книга: „Хелър ми даде този договор и аз казах, че искам адвокат да прегледа договора. Той едва не падна от стола си. Сигурно си е мислил нещо от рода как това младо копеле отказва толкова пари? [75 000 $] Всички останали подписаха. Аз им казах че искам да се уверя че всичко е наред“.
След като е написал около половината от албумите Straight Outta Compton и соловия албум на Ийзи-И, Eazy-Duz-It, Кюб бил наясно със сумата, която Хелър му дължи, и продължил с юридическите действия малко след като напуска групата. В отговор останалите от членовете на N.W.A. го атакуват вербално в миниалбума 100 Miles and Runnin', а също така и в следващия си дългосвирещ албум Efil4zaggin.

### Солова кариера
Айс Кюб записва своя дебютен солов албум в Ню Йорк заедно със своята група Da Lench Mob и The Bomb Squad. AmeriKKKa's Most Wanted е издаден през 1990 година и веднага става хит. Албумът става обект на легални дискусии и Кюб е обвинен в расизъм, насочен срещу белите американци, и в омраза и обида срещу жените.
Последвалият албум на Кюб от 1991 година, Death Certificate, се счита за по-фокусиран,[ неясно? ] но все пак дори още по-скандален албум и критиците отново го обвиняват в това, че е насочен срещу белите, срещу жените и срещу семитите. Кюб прави турне с Lollapalooza през 1992 година, което разширява базата му от фенове; също така през онази година се носят слухове, че той е приел вярата на Нацията на Исляма, въпреки че той категорично отрича това.
Айс Кюб издава албума The Predator през ноември 1992 година. The Predator дебютира под номер 1 както в поп, така и в R&B класациите, като той е първият музикален албум в историята, който постига това. За този албум Кюб решава да се насочи към повече звучене в стил G-Funk вместо предишните груби, продукции в стила на Bomb Squad. Този албум е най-успешният за Айс Кюб, с над 3 милиона продадени копия в САЩ. Обаче след The Predator рап публиката на Кюб бавно започва да намалява. Албумът Lethal Injection, който е издаден в края на 1993 година, не е добре приет от критиката, въпреки че феновете говорят за него като един от най-добрите му албуми. През следващата 1994 година той си взима почива от музиката и се съсредоточава над работата по филми и развитието на кариерите на други рап изпълнители като Мак 10, и Мистър Шорт Кооп.
През 1998 година Кюб издава дългоочаквания си албум, War & Peace Volume 1. Закъснялата втора част, War & Peace Volume 2, е издадена през 2000 година. В албумите участват неговата група Westside Connection, а също така и сдобряване с колегите му[ неясно? ] от N.W.A., Доктор Дре & MC Рен. Все пак много фенове твърдят, че двата албума не са в час с предишните работи на Cube, особено вторият от двата албума.
През 2006 година Айс Кюб издава своя 8-и самостоятелен албум – Laugh Now, Cry Later, посредством своя лейбъл Da Lench Mob Records, дебютирайки под номер 4 в класацията за продажби на Билборд със своите 144 000 продадени копия за първата седмица на пазара. Оттогава албумът достига златен статус.

### Уестсайд Кънекшън
През 1996 година Кюб сформира групата „Уестсайд Кънекшън“ с двама свои приятели и издава албума Bow Down, който достига платинен статус. През 2003 година „Уестсайд Кънекшън“ създава своя втори албум, озаглавен Terrorist Threats. Албумът е приет добре от критиката. След скандал с един от групата той[ неясно? ] се фокусира повече в актьорството, отколкото музиката. През 2007 бандата се разпада.

### Филмова кариера
След може би най-известната му филмова роля като 'Doughboy' в Boyz N the Hood през 1992 година той участва заедно с Айс-Ти и Бил Пакстън в екшън филма на Уолтър Хил, Чужда собственост, а след това и във филма Стъкления щит. През 1995 година Кюб има няколко големи роли, първата от която е в хитовата комедия Петък, партнирайки си с тогава изгряващия комик Крис Тъкър. Филмът има две продължения: Следващият петък и По-следващият петък, а скоро[ неясно? ] се очаква да излезе и четвърта част на култовата поредица. Същата година той участва в ролята на отегчен студент във филма Празни приказки, роля, за която той получава номинации за филмови награди. През 1997 година играе поддържаща роля във филма Анаконда, а през 1999 година участва заедно с Джордж Клуни в похваления от критиката филм Трима крале. През 2002 година участва в комерсиално успешния филм Бръснарницата, както и в неговото продължение от 2004 година Бръснарницата 2: Отново в бизнеса. В началото на 2005 година Айс Кюб се завръща в Холивуд и участва заедно със Самюъл Джаксън в екшън филма Трите Хикса 2: Следващо ниво, а след това в семейната комедия Кога ще пристигнем?.

## Дискография
- AmeriKKKa's Most Wanted (1990)
- Kill at Will (EP) (1990)
- Death Certificate (1991)
- The Predator (1992)
- Lethal Injection (1993)
- Bootlegs & B-Sides (1994)
- War & Peace – Volume 1 (The War Disc) (1998)
- War & Peace – Volume 2 (The Peace Disc) (2000)
- Laugh Now, Cry Later (2006)
- In The Movies (2007)
- Raw Footage (2008)
- I Am The West (28 септември 2010)

## Филмография
- Boyz n the Hood (1991)
- Trespass (1992)
- The Glass Shield (1994)
- Higher Learning (1995)
- Friday(Петък) (1995) Следващият петък (2000); По-другият петък (2002)
- Dangerous Ground (1997)
- „Анаконда“ (1997)
- The Players Club (1998)
- Three Kings (1999)
- BarberShop (2002)
- All About the Benjamins (2002)
- BarberShop 2:Back In Business (2004)
- The Longshots (2008)
- First Sunday (2008)
- „Внедрени в час“ (21 Jump Street, 2012)
- „Внедрени в час 2“ (22 Jump Street, 2014)
- „Ченге за един ден“ (Ride Along, 2014)
- „Книгата на живота“ (Книгата на живота, 2014)
- Straight Outta Compton (2015)
- „Ченге за един ден 2“ (Ride Along 2, 2016)
- Fist Fight (2017)